# Liste von Erhebungen in Guinea-Bissau
Das ist die Liste von Erhebungen in Guinea-Bissau.
Das westafrikanische Küstenland Guinea-Bissau besteht weitgehend aus Tiefland und weist nur im Südosten einige nennenswerte Erhebungen auf.
Die relative Hochebene des Landes beginnt in der Region Bafatá, die hier im Schnitt über 40 Meter ü. d. Meeresspiegel aufsteigt. Sie geht in das Hochland von Futa Djalon über, das im nahen Nachbarland Guinea zum Fouta-Djallon-Bergland wird. Hier liegen die Colinas do Boé (portug. für „Säulen von Boé“), die höchste Erhebung des Landes, kurz vor der Grenze zu Guinea.
Der für die Geschichte des Unabhängigkeitskampfes im früheren Portugiesisch-Guinea bedeutende Ort Madina do Boé liegt in der Nähe.
| Höhe  | Name           | Region      | Koordinate            |
| ----- | -------------- | ----------- | --------------------- |
| 310 m | Colinas do Boé | Region Gabú | 11° 41′ N, 013° 53′ W |
| 76 m  | Madina do Boé  | Region Gabú | 11° 45′ N, 014° 19′ W |